# 삼공삼사
삼공삼사(三公三師)는 고려의 정1품 관직들을 통틀어 일컫는 말이다.

## 개요
삼공(태위,사도,사공)과 삼사(태사,태부,태보)는 정1품의 벼슬로 행정권과는 별도로 주어진 명예직으로 각 정원 1명이었다. 이것이 언제부터 주어졌는지는 분명하지 않지만 문종대에 정착되었다. 이 기구는 왕의 고문 구실을 하였으며 국가 최고의 명예직이었다. 일반적으로 적격자가 없으면 비워두는 것이 관례였고, 왕족에게도 수여되었다. 고려는 봉작을 상속시키지 않았는데, 모든 공작, 후작, 백작의 아들과 사위에게는 봉작 대신 최고의 관직인 사도나 사공이 명예직으로 내려졌다. 또한 일반 신하에게는 명예직인 검교직으로 내려졌다.

## 서열
사공,사도,태위,태보,태부,태사의 순서로 진급하였다.

## 참고 문헌
- 한권으로 읽는 고려왕조실록, 박영규 作